# Honda EV
Honda EV – prototypowy model elektrycznego auta Hondy zaprezentowany na targach Genewa Motor Show w 2011 roku. Zbudowano go na zupełnie nowej platformie typu plug-in.